# Erzdiözese Bukarest

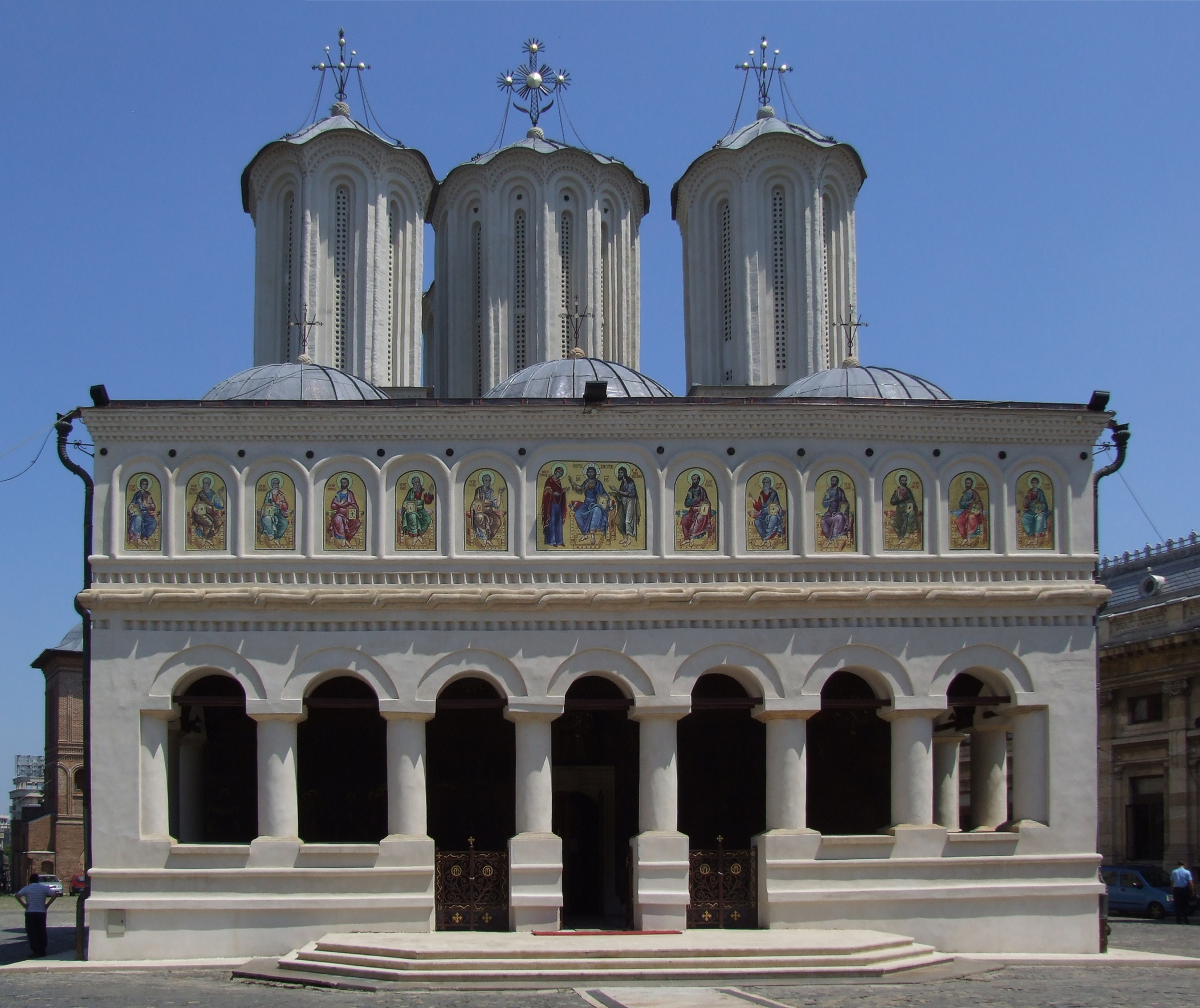
Kathedrale des Patriarchen

Das Erzbistum Bukarest (rumänisch Arhiepiscopia Bucureștilor) ist eine Diözese der Rumänischen-Orthodoxen Kirche. Es hat seinen Sitz in Bukarest und verfügt über eine kanonische Jurisdiktion für Bukarest und die Kreise Ilfov und Prahova. An ihrer Spitze steht der Patriarch von Rumänien.

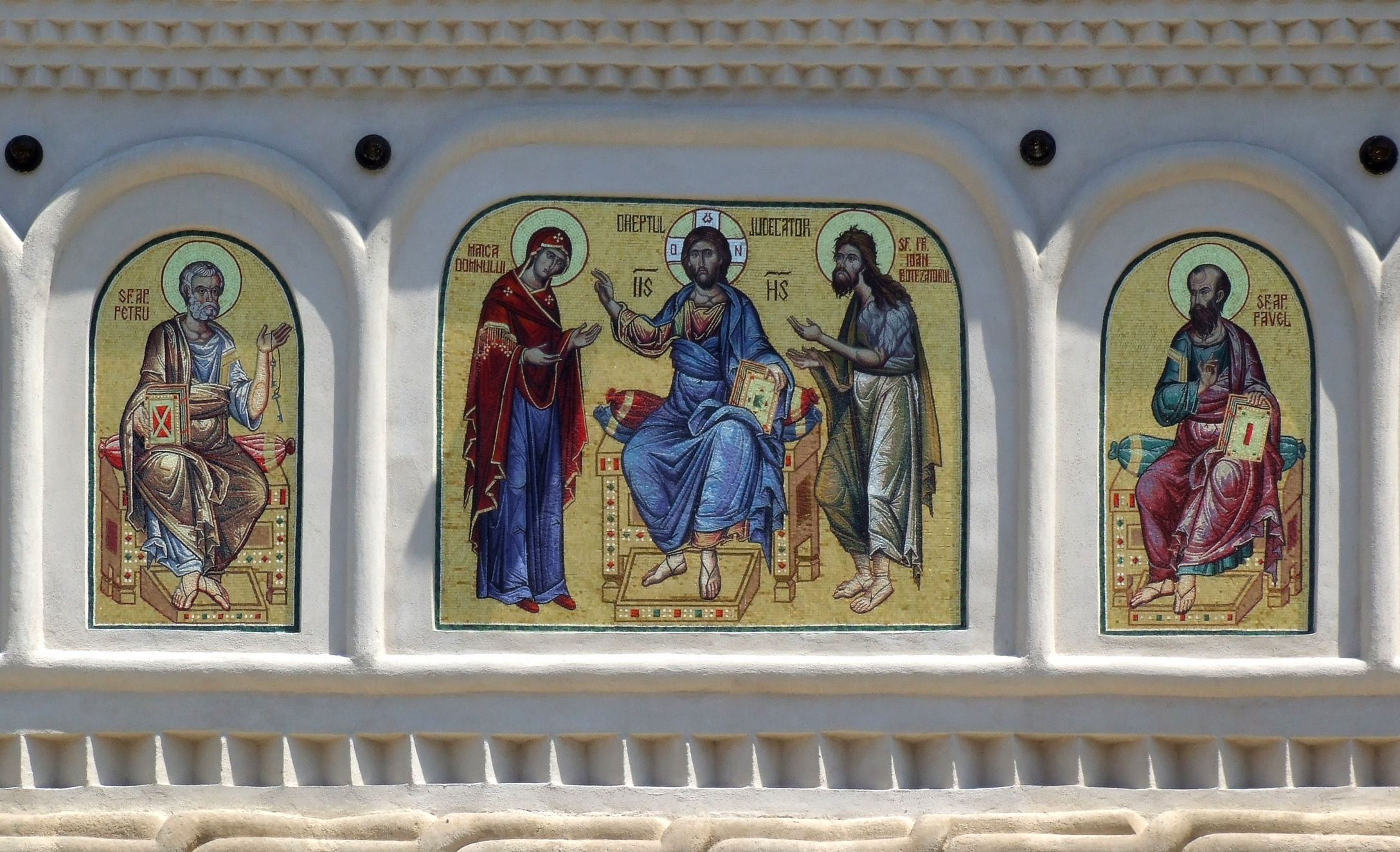
Mosaik

## Geschichte
In der zweiten Hälfte des 17. Jahrhunderts wurde die Hauptstadt der Walachei von Târgoviște nach Bukarest verlegt und damit auch die Kathedra des Metropoliten von Ungrowalachei. Metropolit Theodosius (1668–1672, 1679–1708) wurde erster Erzbischof von Bukarest und der Ungrowalachei. Die Diözese dehnte ihre Zuständigkeit auf 9 Bezirke aus: Argeș, Dâmbovița, Ialomița, Ilfov, Muscel, Prahova, Olt, Teleorman und Vlașca. 1792 wurde eine neue Diözese Argeș mit dem Zentrum in Curtea de Argeș gegründet, die dem Metropolitanat Ungrowalachei unterstellt wurde. Es umfasste Argeș und Olt. 1836 wurde in Bukarest ein Priesterseminar eröffnet. Aufgrund der geringen Anzahl von Priestern wurden bis 1848 auch spezielle Kurse für den Unterricht von Gottesdiensten abgehalten. 1865 verlieh Alexandru Ioan Cuza dem Metropoliten Nifont den Titel eines Metropolitenprimas, was die eigentliche Ausrufung der Autokephalie der rumänischen Kirche bedeutete. Bukarest wurde das Zentrum der neuen Kirche. 1872 wurde in Bukarest das Priesterseminar von Nifont gegründet, das auf Kosten des Vermögens seines Gründers bestand. 1925 wurde die rumänische Kirche zum Patriarchat ernannt. Der erste Patriarch war am 1. November 1925 Myron (Cristea), der den Titel Erzbischof von Bukarest, Metropolit der Ungrowalachei erhielt.

## Organisation
- Dekanat Sektor 1
- Dekanat Sektor 2
- Dekanat Sektor 3
- Dekanat Sektor 4
- Dekanat Sektor 5
- Dekanat Sektor 6
- Dekanat Ilfov Nord
- Dekanat Ilfov Süd
- Dekanat Ploiești Nord
- Dekanat Ploieşti Süd
- Dekanat Câmpina
- Dekanat Urlați
- Dekanat Văleni de Munte